# Les Droites
Les Droites (4.000 m) es una montaña en los Alpes, en el macizo del Mont Blanc, Alpes Grayos. Se encuentra en la Cadena de la Aiguille Verte. Es la última de las 82 cimas de los Alpes que alcanzan los 4.000 metros. La montaña tiene dos cimas:
- La Cima oeste (3.984 m)
- La Cima este (4.000 m)

El primer ascenso a la cima fue completada el 7 de agosto de 1876 por Thomas Middlemore y John Oakley con los guías Henri Cordier, Johann Jaun y Andreas Maurer. El primer ascenso a la cima oeste fue completada pocos días antes, el 16 de julio de 1876 por William Auguste Coolidge, Christian Almer y Ulrich Almer.

## Refugios
Para facilitar el ascenso a la cima hay dos refugios:
- Refugio de Argentière - 2.771 m
- Refugio de Couvercle - 2.687 m

## Clasificación SOIUSA
Según la clasificación SOIUSA, Les Droites pertenece:
- Gran parte: Alpes occidentales
- Gran sector: Alpes del noroeste
- Sección: Alpes Grayos
- Subsección: Alpes del Mont Blanc
- Supergrupo: Macizo del Mont Blanc
- Grupo: Cadena de la Aiguille Verte
- Subgrupo: Cadena Driotes-Courtes
- Código: I/B-7.V-B.5.b

## Enlaces externos

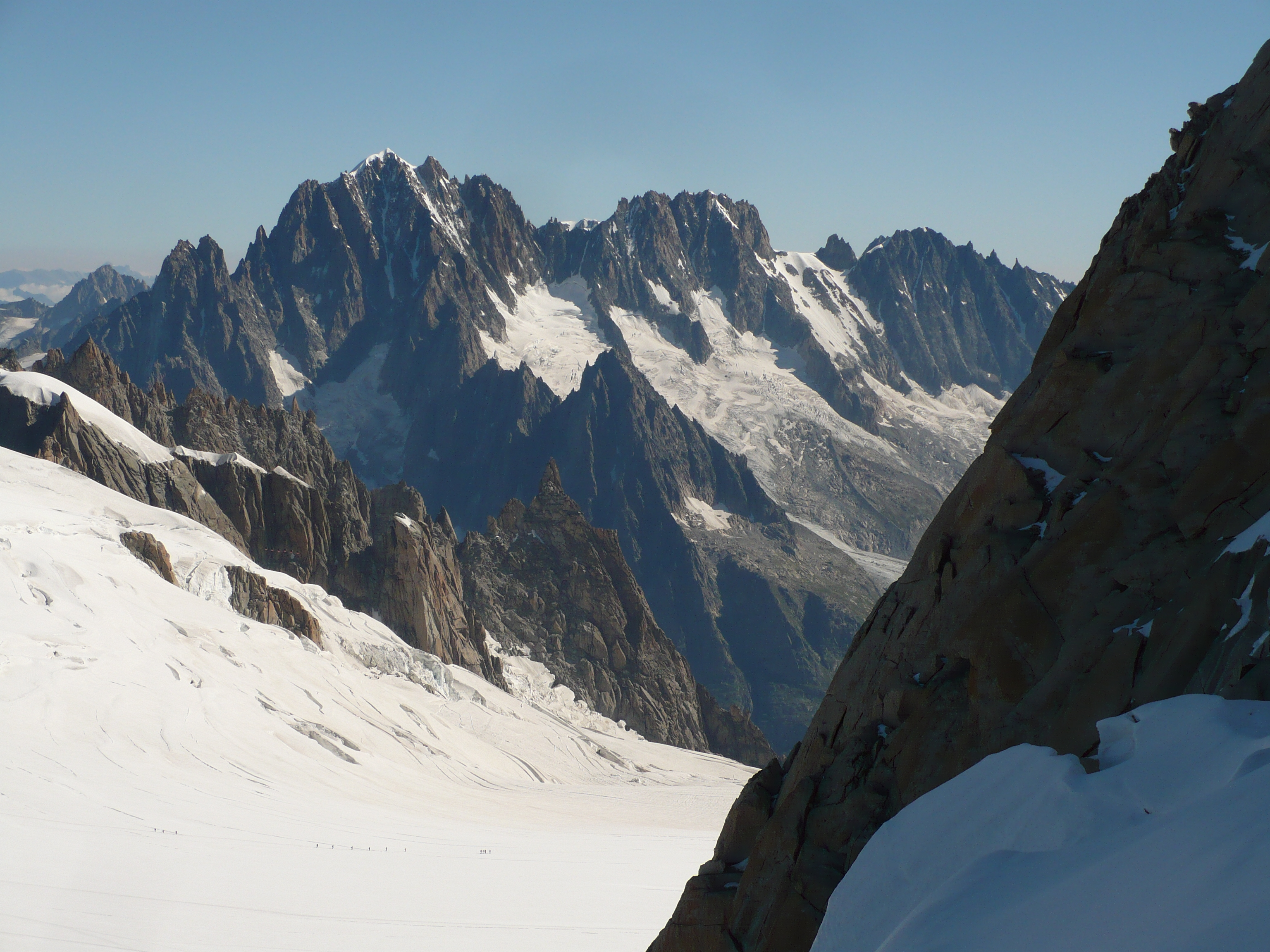
La Aiguille Verte (al centro izquierda) y Les Droites (al centro derecha) vistas desde el oeste.